# Đào Đình Hân
Đào Đình Hân (sinh năm 1958) là thẩm phán cao cấp người Việt Nam. Ông từng giữ chức vụ Chánh án Tòa án nhân dân tỉnh Hải Dương (đến 1 tháng 7 năm 2018).

## Xuất thân và giáo dục
Đào Đình Hân sinh năm 1958, quê quán tại xã Hiệp Lực, huyện Ninh Giang, tỉnh Hải Dương.
Từ năm 1976 đến năm 1979, Đào Đình Hân học Trường cấp 3 Ninh Giang (nay là Trường Trung học phổ thông Ninh Giang), thị trấn Ninh Giang, huyện Ninh Giang, tỉnh Hải Dương. Ông học cùng trường cùng khóa với Nguyễn Văn Hiển (tức Nguyễn Mạnh Hiển), Bí thư Tỉnh ủy Hải Dương 2015-2020.
Ông có bằng Cử nhân Luật.

## Sự nghiệp
Đào Đình Hân là đảng viên Đảng Cộng sản Việt Nam.
Năm 2011, Đào Đình Hân là Tỉnh ủy viên Tỉnh ủy Hải Dương, Chánh án Tòa án nhân dân tỉnh Hải Dương.
Ngày 28 tháng 10 năm 2015, tại Đại hội Đảng bộ tỉnh Hải Dương lần thứ 16, Đào Đình Hân được bầu vào Ban Chấp hành Đảng bộ tỉnh Hải Dương khóa 16 nhiệm kỳ 2015 - 2020. Lúc này ông đang giữ chức Chánh án Tòa án nhân dân tỉnh Hải Dương.
Năm 2015, Đào Đình Hân là Tỉnh ủy viên, Bí thư Ban cán sự Đảng Cộng sản Việt Nam, Bí thư Đảng ủy, Chánh án TAND tỉnh Hải Dương.
Ông đã thành lập Bộ phận hành chính - tư pháp thuộc Văn phòng Tòa án nhân dân tỉnh Hải Dương để tiếp nhận, xử lý các loại đơn khởi kiện và thụ lý đầu vào các loại vụ việc trực tiếp.
Đào Đình Hân giữ chức vụ Chánh án Tòa án nhân dân tỉnh Hải Dương cho đến khi nghỉ hưu vào tháng 7 năm 2018, thay thế ông là Mạc Minh Quang.

## Đề tài nghiên cứu
- Đề tài "Quy trình công tác thụ lý, giải quyết các loại vụ án và công tác thi hành án hình sự”, năm 2010[7]
- "Quy định về chế độ, nội dung kiểm điểm, đánh giá kết quả công tác thi đua theo quý giai đoạn 2012-2015 của Tòa án nhân dân tỉnh Hải Dương”, năm 2012[7]
- "Quy định về đổi mới công tác hành chính tư pháp”, năm 2013[7]
- Đề tài "Quy trình về xây dựng hồ sơ, giải quyết các loại vụ án dân sự, kinh doanh thương mại, hành chính và lao động"[7]
- Đề tài "Quy trình tiếp nhận, xử lý đơn khởi kiện, đơn khiếu nại, tố cáo về tư pháp và thụ lý đầu vào các loại vụ án, việc dân sự tại Tòa án hai cấp tỉnh Hải Dương"[7]

## Bê bối
Năm 2018, dư luận Hải Dương xôn xao vì vụ việc trước khi nghỉ hưu (vào tháng 7 năm 2018), Đào Đình Hân đã tuyển dụng cấp tốc con trai Đào Đình Hướng đặc cách không qua thi tuyển làm Thư ký Tòa án nhân dân tỉnh Hải Dương và con dâu Nguyễn Hoàng Phương (thí sinh duy nhất trong kì thi công chức) vào công tác tại Tòa án nhân dân tỉnh Hải Dương, cơ quan do ông đứng đầu. Sau đó, dư luận còn tố giác ông có tài sản khủng là căn nhà trị giá 7 tỉ đồng tại số 132 phố Chi Lăng (TP Hải Dương, tỉnh Hải Dương).

## Gia đình
Ông có con trai là Đào Đình Hướng, sinh năm 1991, tốt nghiệp Thạc sĩ Luật ở Anh Quốc, hiện là Thư ký tòa Tòa án nhân dân tỉnh Hải Dương, con dâu Nguyễn Hoàng Phương, công chức Tòa án nhân dân tỉnh Hải Dương.

## Phong tặng
- Chiến sỹ thi đua cơ sở[7]
- Chiến sỹ thi đua Tòa án nhân dân[7]
- Bằng khen của Tòa án nhân dân tỉnh Hải Dương[7]
- Bằng khen của Tòa án nhân dân tối cao Việt Nam[7]
- Bằng khen của Thủ tướng Chính phủ năm 2014[7]
- Danh hiệu Thẩm phán giỏi năm 2014 (do Chánh án Tòa án nhân dân tối cao Việt Nam trao tặng).[11]